# ابن بطوطة
أَبُو عَبْدِ اللّٰهِ مُحَمَّدُ بْنُ عَبْدِ ٱللّٰهِ بْنِ مُحَمَّدٍ ٱللَّوَاتِيّ ٱلطَّنْجِيّ المعروف بابْنِ بَطُّوطَةَ (1304 – 1368مـ / 703 – 779هـ) هو رحالة ومؤرخ وقاض من قبيلة لواتة بالمغرب الأقصى، لقب بـأمير الرحالين المسلمين. خرج من طنجة سنة 725 هـ فطاف بلاد المغرب العربي ومصر والحبشة والشام والحجاز وتهامة ونجد والعراق وبلاد فارس واليمن وعمان والبحرين وتركستان وما وراء النهر وبعض الهند والصين وجاوة وبلاد التتار وأواسط إفريقيا والأندلس. واتصل بكثير من الملوك والأمراء فمدحهم - وكان ينظم الشعر - واستعان بهباتهم على أسفاره، واللقب «ابن بطّوطة» هو لقب أطلقه الفَرَنجة على محمد بن عبد الله الطنجي، وتابَعَهم أكثر الناس.
عاد إلى المغرب الأقصى، فانقطع إلى السلطان أبي عنان (من ملوك بني مرين) فأقام في بلاده. وأملى أخبار رحلته على محمد بن جزي الكلبي بمدينة فاس سنة 756 هـ وسماها تحفة النظار في غرائب الأمصار وعجائب الأسفار، ترجمت إلى اللغات البرتغالية والفرنسية والإنجليزية، ونشرت بها، وترجمت فصول منها إلى الألمانية ونشرت أيضا. كان يحسن التركية والفارسية. استغرقت رحلته 27 سنة (1325-1352م) وتوفي في طنجة سنة (779 هـ/1377م )حيث يوجد ضريحه بالمدينة القديمة. تلقبه جامعة كامبريدج في كتبها وأطالسها بـأمير الرحالة المسلمين.
في أول رحلة له، مر ابن بطوطة في أراضي الدول المعاصرة التالية: الجزائر وتونس ومصر والسودان وفلسطين وسوريا ومنها إلى مكة. وفيما يلي مقطع مما سجله عن هذه الرحلة:
ويعد ابن بطوطة من أهم الرحالة. قطع أكثر من 75,000 ميل (121,000 كم)، وهي مسافة لم يقطعها أي رحالة منفرد حتى ظهور عصر النقل البخاري، بعد 450 سنة.

## النشأة وحجته الأولى

في القرن 13 أنتج كتاب للمطبوعات في بغداد من قبل الواسطي مظهرة مجموعة من الحجاج في الحج.

ولد في طنجة سنة (703 هـ/1304م) بالمغرب. اسمه الكامل هو أَبُو عَبْدُ ٱللّٰهِ مُحَمَّدٌ بْنُ عَبْدِ ٱللّٰهِ بْنُ مُحَمَّدٍ بْنُ إِبْرَاهِيمَ بْنُ يُوسُفَ ٱللَّوَاتِي ٱلطَّنْجِي بْنُ بَطُّوطَةُ بْنُ حَمِيدٍ اَلْغَازِي بْنُ ٱلقُرَيْشٍ اَلْعَلِي، تسمّى باسم أمه بطوطة وهي في الأصل فطومة. وكل المعلومات المتوفرة عن حياة ابن بطوطة مصدرها السير الذاتية المذكورة في سياق حكايات رحلاته. ولد ابن بطوطة في عائلة من القضاة بمدينة طنجة بالمغرب في 25 فبراير 1304، خلال عهد الدولة المرينية. يرجع نسب ابن بطوطة إلى القبيلة المعروفة بـ لواتة. وكأي شاب في سنه، كان بإمكانه الدراسة في مدرسة سنية مالكية على اعتبار أنه الأسلوب التعليمي الذي كان سائداً في بلاد المغرب العربي في ذلك الوقت، وقد تعهده والِداه بالرعايةِ لإعدادِه لتولِّي منصبِ القضاءِ كما هيَ عادةُ أسرتِه. في شهر يونيو عام 1325 وفي عمر الحادية والعشرين، رحل ابن بطوطة من مدينته متوجهاً لمكة لأداء فريضة حج البيت في رحلة تستغرق ستة عشر شهرا. لم ير بعدها المغرب لمدة أربعٍ وعشرين عاماً. 
«رحلت وحيداً. لم أجد أحداً يؤنس وحدتي بلفتات ودية، ولا مجموعة مسافرين أنضم لهم. مدفوعا بِحكمٍ ذاتي من داخلي، ورغبة عارمة طال انتظارها لزيارة تلك المقدسات المجيدة قررت الابتعاد عن كل أصدقائي، ونزع نفسي بعيداً عن بلادي. وبما أن والديَّ كانا على قيد الحياة، كان الابتعاد عنهما حملاً ثقيلاً علي. عانينا جميعاً من الحزن الشديد.»

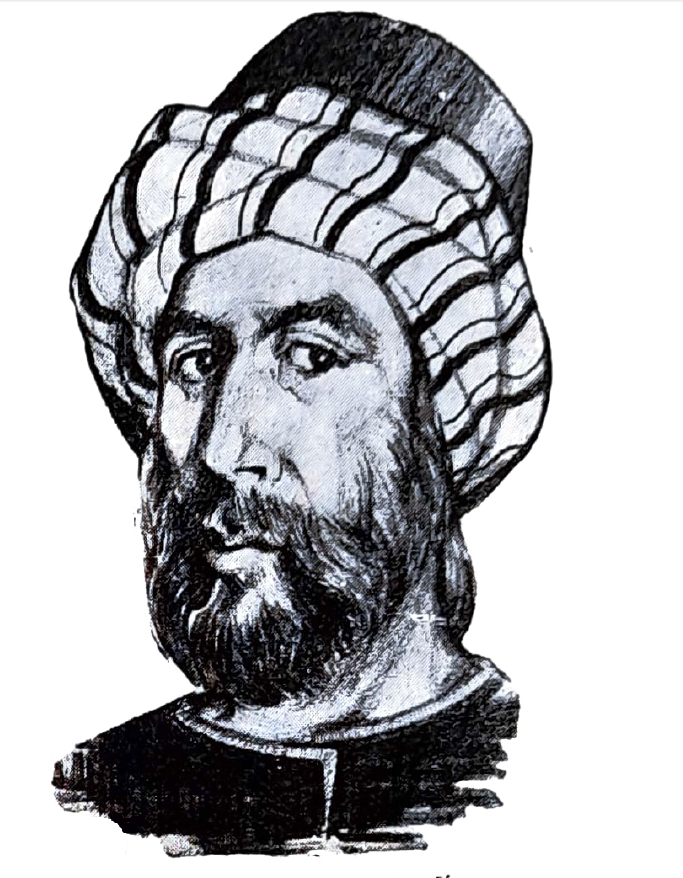
رسمٌ تخيُّلي للمُستكشف والرحَّالة ابن بطُّوطة.

 سافر إلى مكة براً عبر ساحل بلاد المغرب، قاطعاً سلطنة بني عبد الواد والحفصيين. وأثناء رحلته مر بكل من تلمسان، وبجاية، و تونس  التي مكث فيها ما يقارب الشهرين. انضم ابن بطوطة من أجل سلامته لقافلة؛ حتى يقلل من خطر هجوم الرحالة من بدو العرب. وقد اختار عروسا من مدينة صفاقس، والتي كانت الأولى في سلسلة زيجاته التي ميزت أسفاره. مع بداية ربيع 1326، وبعد رحلة استمرت لأكثر من 3,500 كم (2,200ميلا) وصل ابن بطوطة إلى ميناء الإسكندرية، والتي كانت جزءاً من إمبراطورية المماليك البحرية. وقضى عدة أسابيع يزور فيها مواقع عدة في المنطقة، ثم توجه إلى داخل البلاد حيث القاهرة –عاصمة سلطنة المماليك- والتي كانت في ذلك الوقت أيضا مدينة كبيرة ومهمة. وبعد قضاء ما يقارب الشهر في القاهرة، اختار أن يسير من الطريق الأقرب له من بين طرق عديدة في الأراضي الخاضعة لحماية المماليك. ومن بين الطرق الثلاثة المعتادة والموصلة إلى مكة، اختار ابن بطوطة طريقاً لا يستخدمه المسافرون كثيراً، وضم رحلة إلى وادي النيل من خلال هذا الطريق، ثم إلى شرق ميناء على البحر الأحمر في عيذاب، ولكن عندما شارف على الوصول، أجبرته ثورة محلية في البلاد على الرجوع. عاد ابن بطوطة إلى القاهرة وقام برحلةٍ ثانية كانت هذه المرة إلى المماليك التي تسيطر على دمشق. قابل خلال زيارته الأولى رجل علم الذي تنبأ لهُ بأنه لن يصل إلى مكة المكرمة إلا من خلال السفر عبر الشام، وكان لهذا التحويل ميزة إضافية حيث أن السلطات المملوكية لم تدخر جهداً في الحفاظ على المسار آمنا للحجاج؛ بسبب الأماكن المقدسة التي تقع على طول الطريق، بما في ذلك الخليل، والقدس، وبيت لحم. وبدون هذه المساعدة سوف يتعرض الكثير من المسافرين للسرقة والقتل.
وبعد أن أمضى شهر رمضان في دمشق، انضم إلى القافلة المسافرة 1,500 كيلومترا (930 ميلا) إلى الجنوب، إلى المدينة المنورة، حيث قبر النبي محمد ﷺ. وبعد أربعة أيام في المدينة سافر إلى مكة، حيث استكمل حجه وحصل على لقب «الحاج». وبدلاً من أن يعود إلى ديارهِ، قرر ابن بطوطة الاستمرار في رحلاته، واختيار الخانات كوجهته القادمة (الخانات المغولية في الشمال الشرقي).

## العراق وبلاد فارس

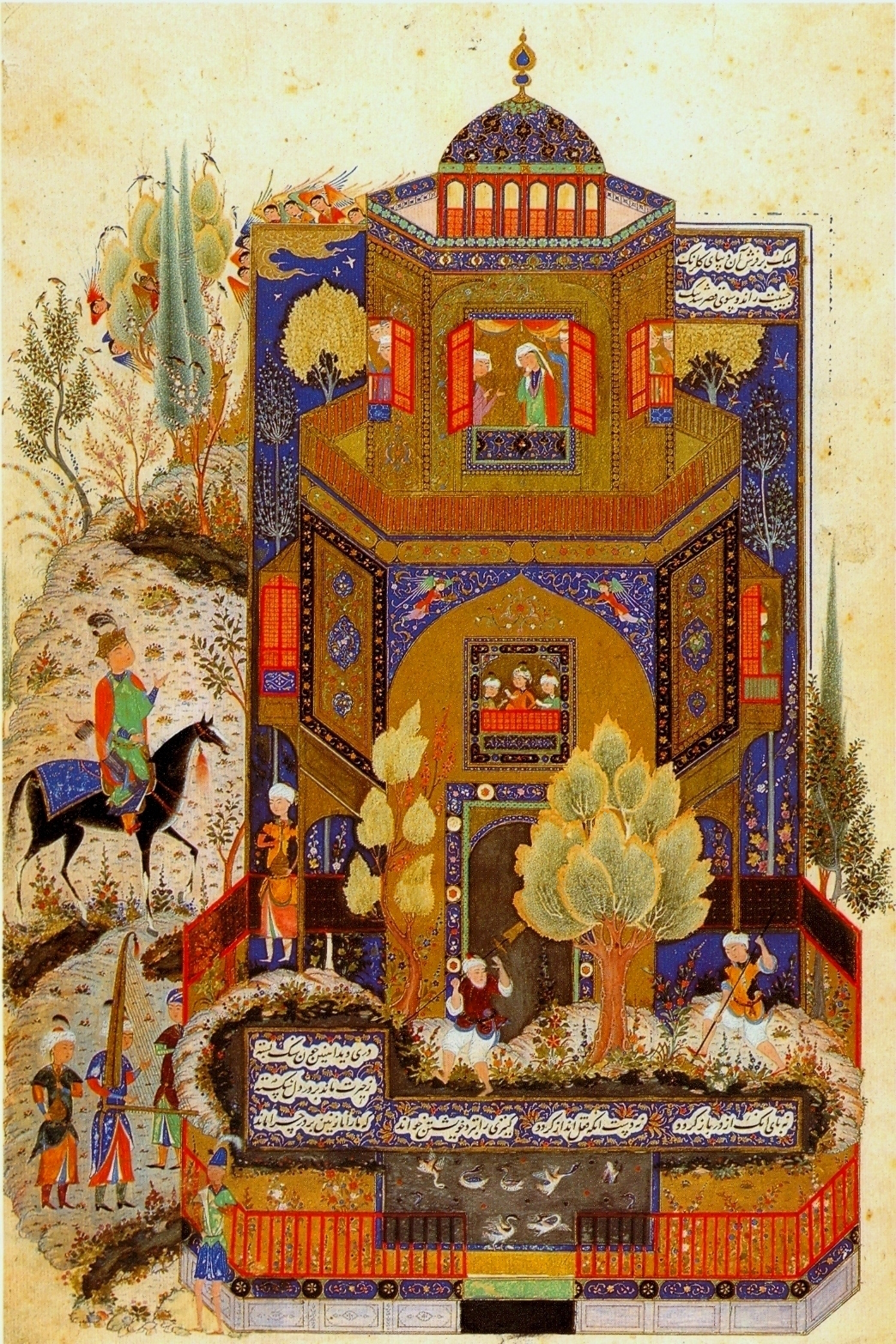
قام ابن بطوطة بزيارة قصيرة للمدينة الفارسية المغولية تبريز في عام 1327.

في 17 نوفمبر من عام 1326م، بعدما قضى شهرا في مكة، انضم ابن بطوطة إلى قافلة كبيرة من الحجاج العائدين إلى العراق عبر شبه الجزيرة العربية. حيث اتجهت المجموعة شمالا إلى المدينة المنورة ومن ثم في سفرهم ليلا التفوا على شمال شرق هضبة نجد إلى النجف، في رحلة دامت نحو أسبوعين، وفي النجف قام ابن بطوطة بزيارة ضريح علي بن أبي طالب الخليفة الرابع وزوج ابنة النبي محمد ﷺ، ثم بدلا من أن يستمر في السفر مع القافلة إلى بغداد كان أيضا ضيفا في الخانات على حاكم الموصل، قاضي ماردين وحتى الصوفي الكردي الشهير في سنجار، الذي أعطى ابن بطوطة القطع النقدية الفضية النادرة، وبدأ ابن بطوطة بعدها رحلة الستة أشهر التي أخذته إلى بلاد فارس. حيث سافر من النجف إلى واسط ثم اتبعها بنهر دجلة جنوبا إلى البصرة. ولقد كانت وجهته المقبلة بلدة أصفهان عبر جبال زاغروس في إيران. وتوجه بعدها جنوباً إلى مدينة شيراز، وهي مدينة مزدهرة كبيرة بمنأى عن الدمار الذي أحدثه غزاة المغول في العديد من بلدات الشمال. وأخيرا، عاد عبر الجبال إلى بغداد، ليصل إلى هناك في يونيو/حزيران 1327. حيث لم تزل أجزاء من المدينة مدمرة نتيجة الضرر الناجم عن جيش هولاكو خان الغازي في 1255م. عثر ابن بطوطة على أبو سعيد في بغداد وهو آخر حاكم مغولي لوحدة ايلخانان، وغادر المدينة مع حاشية كبيرة متجهًا إلى الشمال. انضم ابن بطوطة للقافلة الملكية لفترة من الزمن ثم دار شمالاً على طريق الحرير ثم إلى تبريز، ولقد فتحت المدينة الرئيسية الأولى في المنطقة أبوابها للمغول، وآنذاك دمر غزاة المغول مركزًا تجاريًا مهمًا لأن معظم خصومهم قريبين منه.
وغادر ابن بطوطة بغداد مرة أخرى على الأرجح في يوليو لكنه أخذ نزهة شمالًا على طول نهر دجلة، زائراً الموصل وجزيرة ابن عمر وماردين. وفي العصر الحديث العراق وتركيا وعندما عاد مرة أخرى إلى الموصل انضم إلى قافلة تغذية الحجاج باتجاه الجنوب إلى بغداد حيث سيلتقي بالقافلة الرئيسية التي عبرت الصحراء العربية إلى مكة المكرمة. ووصل إلى مكة في حجته الثانية وهو متعب ومنهك بسبب إصابته بإسهال شديد.
ولقد وصف ابن بطوطة بغداد عندما زارها في عام 727هـ /1327م، وذكر مساجد بغداد التي تقام فيها صلاة الجمعة، وهي جامع الخليفة وجامع السلطان وجامع الرصافة الذي كان يقع في منطقة الأعظمية، وبين جامع الرصافة وجامع السلطان نحو الميل وبقرب جامع الرصافة قبر الإمام أبي حنيفة، ولولا وجود مشهد الإمام أبي حنيفة ومدرسته لكانت المنطقة اندثرت وزالت بعد سقوط بغداد ودخول هولاكو كما اندثرت مناطق عديدة منها.

## شبه الجزيرة العربية

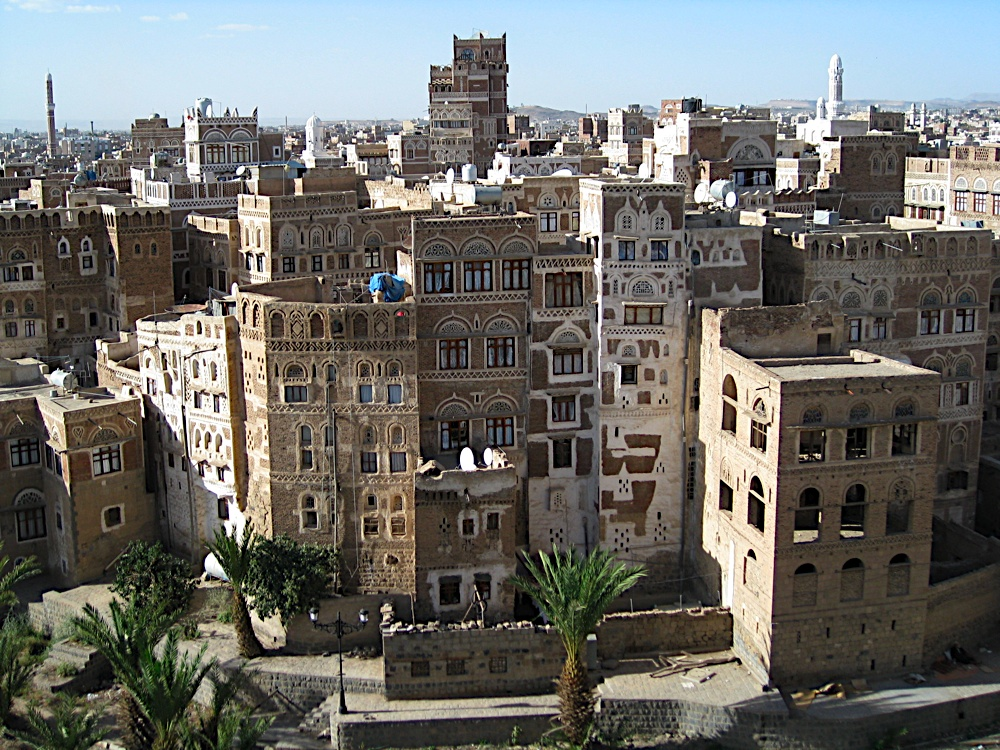
مدينة صنعاء القديمة.

بقي ابن بطوطة في مكة قليلا من الوقت (استغرقت الرحلة حوالي ثلاث سنوات من سبتمبر1327 حتى خريف 1330). وهناك مشاكل في التاريخ على أية حال، ويقترح باحثون أنه ربما غادر بعد حج 1328 أو 1330. وشق ابن بطوطة طريقه إلى ميناء جدة على ساحل البحر الأحمر، ومن هناك تبع سلسلة من السفن إلى الساحل محرزاً تقدما بطيئا ضد الرياح الجنوبية الغربية. وعندما كان في اليمن زار زبيد وبعدها الهضبة المرتفعة لتعز ليجتمع بالملك مجاهد نور الدين علي في مدينة تعز. وذكر ابن بطوطة أنه زار أيضا صنعاء، لكن عمله ذلك مريب. ويذكر أنه ذهب مباشرة من تعز إلى أهم ميناء تجاري في عدن ووصل في بداية 1329 أو 1331.

## الصومال

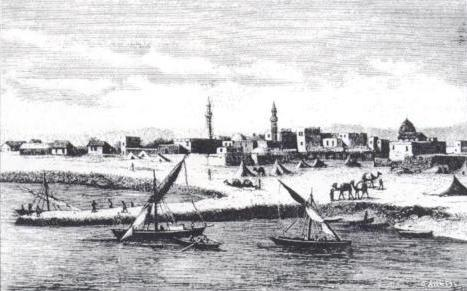
الميناء والواجهة البحرية من زيلع.

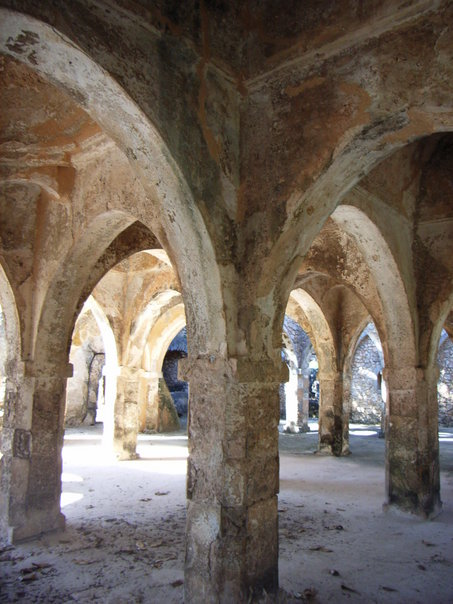
الجامع الكبير بكيلوا والمصنوع من الأحجار المرجانية، وهو أكبر مسجد من نوعه.

ركب ابن بطوطة من عدن في سفينة متجهاً إلى زيلع في ساحل الصومال. ثم انتقل إلى كاب جوردفوي في جنوب الساحل الصومالي وقضى أسبوعا في كل منطقة. لاحقاً زار مقديشيو ثم زار بلد البربر والمعروف بالقرن الأفريقي. وعندما وصل في عام 1331م كانت مقديشيو قد وصلت إلى ذروة الازدهار. فوصفها ابن بطوطة بـ «المدينة الكبيرة بإفراط» المليئة بالتجار الأغنياء، والمعروفة بالسلع ذات الجودة العالية التي تصدّر إلى دول أخرى بما فيها مصر. وأضاف بأن المدينة كانت محكومة من قبل سلطان صومالي ويعود أصله إلى البرابرة والموجود في شمال الصومال. إذ يتحدث السلطان الصومالي بلغتين: اللغة الصومالية (المعروفة بلغة مقديشيو، باللهجة البنادرية الموجودة في جنوب الصومال) واللغة العربية، بنفس الطلاقة. كان عند السلطان عدد من الوزراء والخبراء القانونيين والقادة والخصوصية الملكية المتنوعة والّتي هي جميعاً تحت أمره.
واصل ابن بطوطة رحلته عبر السفينة جنوباً إلى ساحل السواحيلي، الإقليم الذي عرف بعد ذلك لدى العرب ببلاد الزنج. ومن ثم وجد نفسه متوقفاً عند جزيرة مومباسا، التي وعلى الرغم من أنها كانت صغيرة نسبياً في ذلك الوقت إلا أنها أصبحت ذات أهمية خلال القرن التالي. وبعد رحلة على طول الساحل، كانت وجهته التالية نحو مدينة كلوة  الساحلية والتابعة لـتنزانيا  حالياً، والتي أصبحت معبراً رئيسياً مهماً لتجارة الذهب فيما بعد، ولقد وصف تلك المدينة بأنها واحدة من أجمل المدن وأفضلها بنياناً في العالم.
دوّن ابن بطوطة زيارته إلى سلطنة كيلوا عام 1330م مسجلاً إعجابه بتواضع وتدين حاكمها، السلطان الحسن بن سليمان سليل الأسطورة الشهير علي بن الحسين شيرازي، حيث كتب أن سلطته امتدت من ماليندا شمالاً إلى انهامبان جنوباً، كما أن تخطيط تلك المدينة أعجب ابن بطوطة كثيراً مشيراً إلى أنه السبب وراء ازدهار كيلوا على طول الساحل. يشار إلى أن تلك الفترة شهدت بناء قصر حسيني كيبوا الملحق بالمسجد العظيم -أضخم مسجد في كيلوا- والذي تم بناؤه من المرجان، ومع تغير الرياح الموسمية شدّ ابن بطوطة الرحال عائداً إلى جزيرة العرب، حيث توجه إلى عمان أولاً عبر مضيق هرمز ثم إلى مكة ليؤدي حج عام 1330م وقيل 1332م.

## الشرق الأدنى وآسيا الوسطى وجنوب آسيا

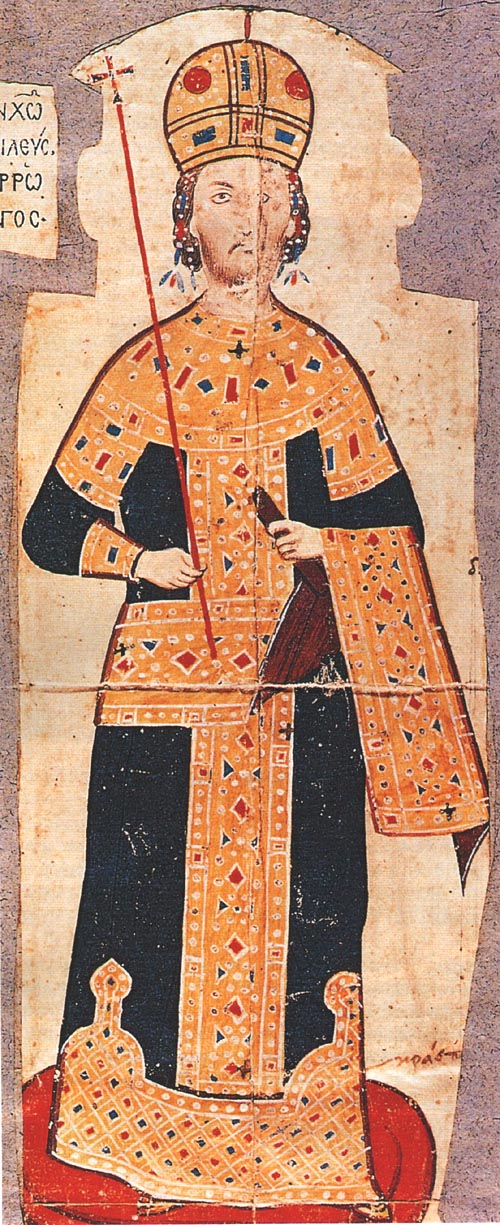
أندرونيكوس باليولوقوس الثالث.

بعد أن أمضى عاماً آخر في مكة المكرمة، قرر ابن بطوطة في عام 1330م (أو 1332) العمل مع سلطان دلهي المسلم؛ محمد تغلق. حيث كان في حاجة إلى دليل ومترجم يرافقه إلى رحلته نحو الأرض التي يسيطر عليها السلاجقة في الأناضول للانضمام إلى واحدة من القوافل التي ذهبت من هناك إلى الهند. وبعد ذلك نقلته سفينة تابعة لجنوة من ميناء اللاذقية السوري إلى ألانيا الواقعة على الساحل الجنوبي لتركيا الحديثة، حيث سافر بعدها براً إلى قونية وبعد ذلك إلى سنوب على ساحل البحر الأسود. حيث سلك طريقه منها بحراً نحو شبه جزيرة القرم، وصولاً إلى مملكة القبيلة الذهبية. وفيها زار ميناء مدينة آزوف، حيث التقى أمير خان، ثم إلى مدينة المجر الكبيرة والغنية. والتي غادرها للقاء بلاط (حشد) مسافرين أوزبك خان، والذين كانوا بالقرب من جبل بيشتو. ومن هناك قام برحلة إلى بولغار، والتي أصبحت أعلى نقطة وصلها ابن بطوطة في الشمال، ولقد أشار إلى لياليها القصيرة غير العادية -شبه الاستوائية- في فصل الصيف. ثم عاد إلى بلاط خان وانتقل معهم إلى استراخان.

علم القبيلة الذهبية، في عهد أوزبك خان.

وعندما وصلوا إلى استراخان، كان أوزبك خان قد أعطى الإذن لإحدى زوجاته الحوامل، أميرة بيلون، ابنة الإمبراطور اليوناني أندرونيكوس باليولوقوس الثالث، للعودة إلى منزلها في مدينة القسطنطينية لكي تلد. وهنا أخذ ابن بطوطة طريق عودته مرافقاً هذه الحملة والتي ستكون الأولى له خارج حدود العالم الإسلامي.
كان وصوله إلى القسطنطينية في نهاية 1332 (أو 1334)، والتقى الإمبراطور اليوناني أندرونيكوس باليولوقوس الثالث. وزار كاتدرائية آيا صوفيا، وتحدث مع البطريرك المسكوني حول أسفاره في مدينة القدس. وبعد شهر في المدينة، عاد ابن بطوطة إلى أستراخان، ثم إلى العاصمة ساراي آل الجديد وذكر حساب أسفاره إلى السلطان محمد أوزبك. واصل بعد ذلك مسيرته خلال بحر قزوين وبحر آرال إلى بخارى وسمرقند. ومن هناك، اتجه جنوبا إلى أفغانستان، ثم عبر الحدود إلى الهند عبر الممرات الجبلية في الهندوكوش.
لقد كان محمد تغلق من أشهر الرجال المسلمين وأغناهم في العالم العربي آنذاك. وكان ممن يهتمون بمختلف العلماء ويرعونهم مثل الصوفية، والقديسين، ووزراء الدولة العثمانية وغيرهم من العاملين الذين يخدمون الدولة العثمانية وذلك ليكثف دوره وأهميته. كما هو الحال مع مماليك مصر، وفي عهد حكم عائلة تغلق كان مثالا نادرا ورمزيا لحكم المسلمين في آسيا خاصة بعد غزو المغول. وبالرغم من صعوبة السنوات التي قضاها ابن بطوطة في دراسته بمكة المكرمة عينه السلطان قاضيا في ذلك الوقت، إذ وجد ابن بطوطة صعوبة في فرض القوانين الإسلامية خارج محكمة السلطان في دلهي وذلك بسبب عدم وجود أصوات المناشديين الإسلاميين في الهند
من راجبوت مملكة سارساتي، زار هانسي في الهند، وصفها بأنها «من بين أجمل المدن التي شيدت وأفضلها وأكثرها سكانا؛ وأنها محاطة بجدار قوي، ويقال عن مؤسسها أنه من أعظم الملوك الملحدين»، ويدعى تارا. ذكر ابن بطوطة بعد وصوله وحيد القرن الهندي الذي عاش على ضفاف نهر السند. ولم يكن السلطان منظما ولا ذا ردود فعل متوقعة حتى مع مبادئ ذلك الوقت، وعلى مدى ست سنوات احتار ابن بطوطة بين العيش في حياة معيار الثقة في مرؤسيها عالي أو الوقوع تحت دائرة الاشتباه في الخيانة لمجموعة متنوعة من الجرائم. كانت خطته للمغادرة بعذر الحج مرة أُخرى غير مقبولة من قبل السلطان. والذي طلب منهُ بدلا عن ذلك أن يمثله ويذهب كرسول مفوضاً منهُ إلى عائلة يوان في الصين، قبل عرض السلطان بلا تردد خصوصاً أنه سيوفر لهُ فرصة الابتعاد عن السلطان وزيارة بلدان جديدة في آن واحد.

## جنوب آسيا والصين

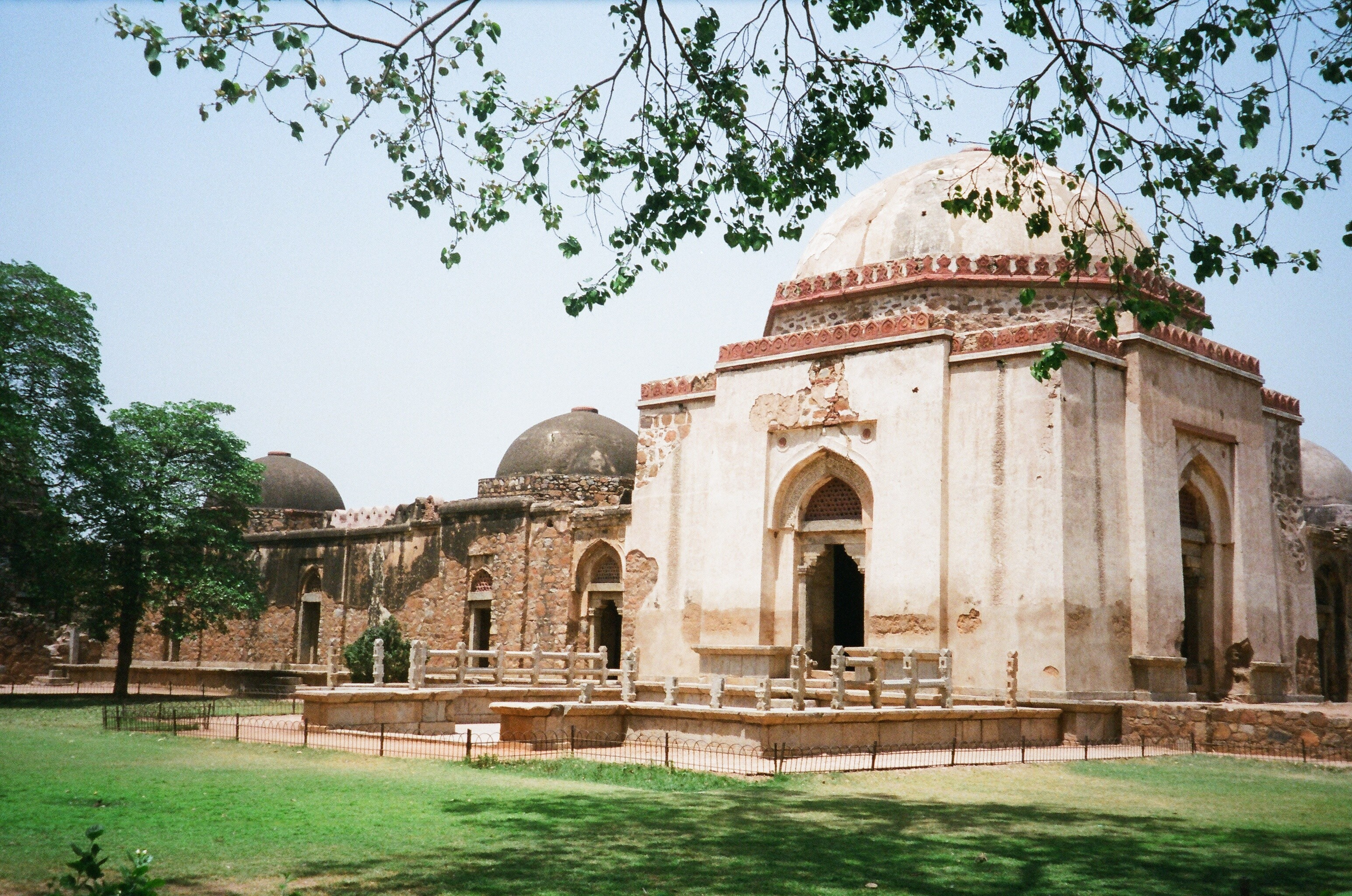
قبر محمد بن تغلق في دلهي، حيث خدم ابن بطوطة كقاضٍ رئيسي لمدة 6 سنوات في عهد تغلق.

تعرض ابن بطوطة ومرافقوه لهجوم من قبل إحدى العصابات وهو في الطريق عبر الساحل في بداية رحلته إلى الصين، إذ افترق عن مرافقيه وتم السطو عليهم. وعلى الرغم من ذلك التأخر والتراجع استطاع اللحاق بجماعته وإكمال طريقه إلى كهومبهات في ولاية غوجارات الهندية. ومن هناك أبحروا إلى كاليكوت، وهو المكان الذي أراد الوصول إليه المستكشف البرتغالي فاسكو دي غاما بعد قرنين من الزمن. وأثناء زيارة ابن بطوطة لأحد المساجد في ساحل كاليكوت هبت عاصفة شديدة أدت إلى غرق إحدى سفن الرحلة، وقد أبحرت السفينة الأخرى من دونهِ وذلك لذهابها إلى ملك سومطرة المحلي في أندونيسيا بعد عدة أشهر. وخوفاً من العودة إلى دلهي والظهور للآخرين على أنه قد فشل، مكث مدة في جنوب الهند تحت حماية السلطان جمال الدين حاكم نوايات وهي سلطنة صغيرة يسكن فيها وتتمتع بقوة ونفوذ كبيرين، وسكانها من المسلمين؛ وهي تطل على ضفة نهر شرافاثي القريب من بحر العرب. وتُعرف هذه المنطقة حالياً بهوسباتانا وتتبع مقاطعة أوتار الكانادا. وبعد هذه النكسة والتأخير في هذه السلطنة الصغيرة، لم يكن هنالك من خيار لابن بطوطة سوى الرحيل عن الهند، وقرر أن يكمل رحلته إلى الصين، حيث قرر أن ينعطف في بداية طريقة نحو جزر المالديف، فقضى ابن بطوطة تسعة أشهر على أرض الجزيرة وهو الوقت الذي كان أطول مما كان قد قرر، وباعتباره القاضي الرئيس فقد كانت مهاراته مرغوبة للغاية في البلاد البوذية التي تحولت إلى الإسلام مؤخراً؛ فأصبح هو القاضي وتزوج من إحدى بنات الملك المدعو عُمر الأول، فأصبح متورطاً بالسياسة المحلية. لكنهُ غادر عندما بدأت سياسة عدم التدخل من الحكومة بأحكامها الصارمة تُغضب حكام هذه الجزيرة. وفي كتاب «الرحلة» يذكر خوفه وهلعهُ من النساء المحليات اللاتي يخرجن بدون ملابس فوق الخصر تقريباً، وكذلك من السكان المحليين الذين لا يُبدون اهتماماً عندما يتشكي.

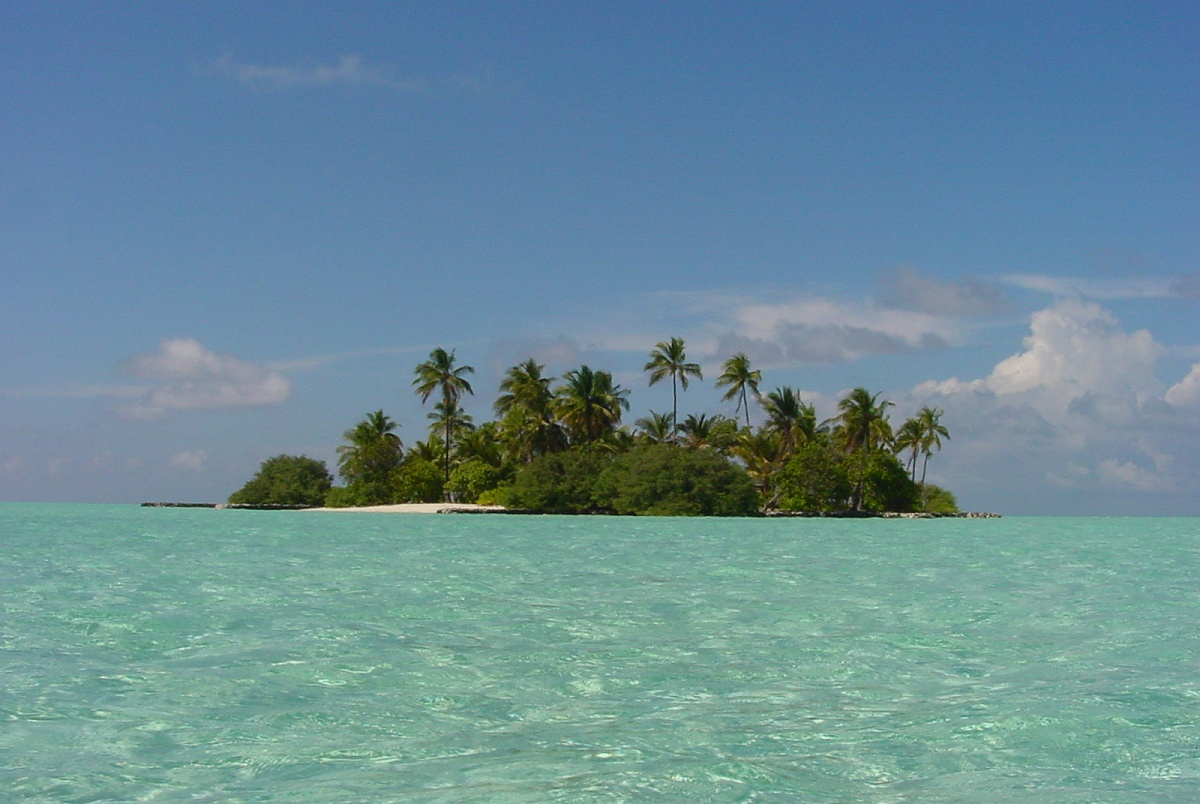
منظر لجزيرة المالديف.

ومن جزر المالديف مضى إلى سريلانكا، حيث زار معبد سري بادا وتينافرام؛ وقد كادت سفينة ابن بطوطة تغرق وهي مقبلة على سريلانكا، وحيث أن المركب الذي أتى لإنقاذه عانى هجوماً من قبل القراصنة، فقد تقطعت بهم السبل على الشاطئ وبدأ العمل على طريق عودته إلى كوريكود  ومنها عاد إلى جزر المالديف حيث استقل الجنك الصيني، ولا تزال الرغبة تحدوه في الوصول إلى الصين وتولي منصبه في السفارة.
وصل ابن بطوطة بعد ذلك إلى ميناء شيتاغونغ الواقع في المنطقة المعروفة ببنغلاديش حالياً وهو عاقد النية في المضي قدماً نحو سيلهيت، ومنها ذهب شمالاً إلى ولاية أسام ثم استدار واستمر في خطته. وفي عام 1345 سافر ابن بطوطة إلى جزيرة سومطرة حيث لاحظ في رحلته أن حاكم سامو ديرا باساي (ولاية تقع في شمال جزيرة سومطرة في إندونيسيا) كان مسلماً يؤدي عباداته بحماسٍ كبير، وكان يتبع المذهب الشافعي، مع نفس التقاليد التي رآها في الهند الساحلية خصوصاً بين مسلمي مابيلا (أكبر تجمع إسلامي ولاية كاريلا في جنوب الهند)، الذين كانوا يتبعون المذهب الشافعي أيضاً. ثم أبحر ابن بطوطة إلى ملقة، وبعدها إلى فيتنام، ومن ثم جزر الفلبين.

### ابن بطوطة في الصين
وأخيراً إلى مدينة تشي وانتشو في مقاطعة فوجيان بالصين. وحين وصوله إلى الصين عام 1345م كان إتقان الفنانين المحليين في صنع اللوحات للأجانب القادمين حديثاً هي أول ما استرعى انتباه ابن بطوطة، كما لاحظ أيضاً مدى الاحتراف في صناعة الحرير والخزف، وزراعة الفاكهة كالبطيخ والخوخ بالإضافة إلى الفوائد من استخدام النقود الورقية. كما قام بوصف عملية تصنيع السفن الكبيرة في مدينة قوانغشتو، وكذلك أشار أيضاً إلى المأكولات الصينية واستخدام الحيوانات فيها كالضفادع. وبينما كان في قوانغشتو صعد «جبل الناسك» وزار لفترة وجيزة راهبا طاويا.

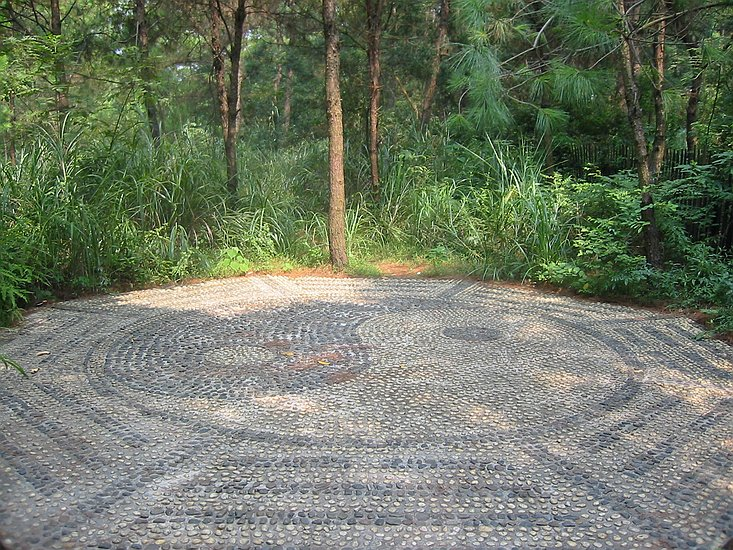
وصل ابن بطوطة لمدينة تشيوانتشو الصينية، المعروف أيضا باسم الزيتون.

ومن هناك اتجه إلى الشمال حيث مدينة هانغشتو التي وصفها بأنها واحدة من أكبر المدن التي رآها في حياته، حيث أشار إلى سحرها واصفاً إياها بالمدينة التي تجلس على البحيرة الجميلة والمحاطة بالتلال الخضراء. وخلال فترة إقامته في مدينة هانغشتو أو الخنساء كما سماها أُعجب جداً بالأعداد الكبيرة من السفن الصينية الخشبية التي صُنعت وزُخرفت بعناية؛ بأشرعتها الحريرية والمظلات الملونة مجتمعةً في القنوات البحرية. وفي وقتٍ لاحق، حضر ابن بطوطة مأدبة كبيرة أقامها قورتاي ممثّل إمبراطورية المغول في المدينة، الذي -وفقاً لابن بطوطة- كان مولعاً بدرجة كبيرة بمهارات المشعوذين الصينيين المحليين. كما وصف السفر إلى الشمال، من خلال القناة الكبرى إلى بكين بصحبة رفيق سفره البشري، حيث دُعيَ إلى البلاط الإمبراطوري بواسطة توغان تيمور -آخر أباطرة المغول من أسرة يوان-. كما ذكر ابن بطوطة في -سور يأجوج ومأجوج- رحلة الستين يوماً إلى مدينة الزيتون- قوانغشتو. ولقد لاحظ هاملتون ألكسندر أن ابن بطوطة يعتقد أن سور الصين العظيم تم بناءه من قِبل ذو القرنين لحجز يأجوج ومأجوج كما ذُكر في القرآن الكريم. بعد ذلك سافر ابن بطوطة من بكين إلى هانغشتو، ومنها واصل رحلته نحو فوتشو. ولدى عودته إلى قوانغشتو، سرعان ما صعد جنكاً صينياً تعود ملكيته إلى سلطان سومطرة متجهاً إلى جنوب شرق آسيا، وبعدها اتُهم ابن بطوطة ظلماً هو ومجموعة من طاقمه وخسر الكثير مما جمع خلال إقامته في الصين.

## العودة إلى الديار والموت الأسود
بعد عودته من مدينة قوانغشتو في عام 1346م، بدأ ابن بطوطة رحلة العودة إلى المغرب. وفي كوريكود الواقعة في ولاية كيرلا في الهند، فكر مرة أخرى بأن يلقي نفسه تحت رحمة محمد بن تُغلق، ولكنه فضل أن يرحل إلى مكة. وفي طريقه نحو البصرة عبَر مضيق هرمز، حيث علم بأن أبو سعيد (آخر حكام سلالة إيلخانان) مات في بلاد فارس. وانهارت الأراضي التي كان يحكمها أبو سعيد بسبب حرب أهلية بين الفرس والمغول.
وصل ابن بطوطة مدينة دمشق في عام 1348م مع نيته مواصلة المسيرة من أجل الحج. ومن ثم علم بأن والده توفي قبل 15 سنة، وأن الموت أصبح هو الموضوع المهيمن للعام الذي بعده؛ حيث انتشر الموت الأسود (الطاعون) في الشام، وفلسطين، وجزيرة العرب. وبعد أن وصل مكة قرر الرجوع مرة أخرى إلى المغرب، بعد ما يقارب ربع القرن من مغادرة المنزل. وفي طريقه إلى هناك، زار سردينيا للمرة الأخيرة، ثم في عام 1349م عاد إلى طنجة متجاوزاً مدينة فاس، ليكتشف بأن والدته قد توفيت قبل وصوله ببضعة أشهر.

## الأندلس والمغرب

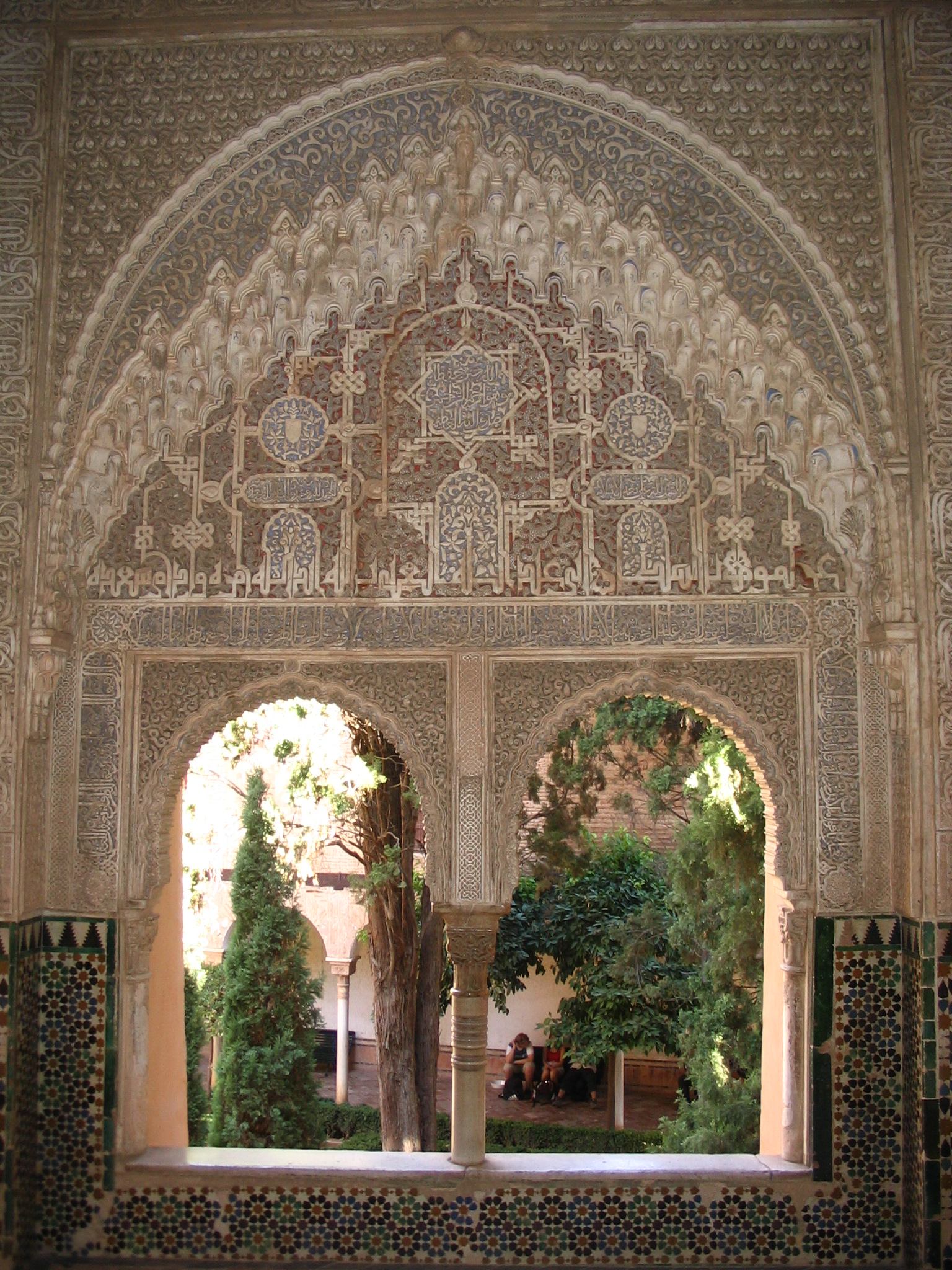
قناطر في قصر الحمراء بغرناطة

بعد بضعة أيام قضاها ابن بطوطة في طنجة، أعد نفسه لرحلة إلى بلاد الأندلس في شبه الجزيرة الايبيرية. وكان ملك قشتالة ألفونسو الحادي عشر قد هدد بمهاجمة جبل طارق، وذلك في عام 1350، عندها غادر ابن بطوطة طنجة مع مجموعة من المسلمين للدفاع عن الميناء. وعند وصول ابن بطوطة كان الطاعون قد قضى على الملك ألفونسو وانحسر خطر الغزو، عندها تحولت الرحلة إلى نزهة. وقام بجولة في بلنسية وانتهى به المطاف في غرناطة.
قرر ابن بطوطة بعد رحيله من بلاد الأندلس العودة إلى المغرب، وفي طريق عودته إلى الديار استقر لفترة من الوقت في مراكش، حيث كانت تقريبا كمدينة أشباح بعد مرض الطاعون الذي حل فيها، وقد نقلت العاصمة أيضا إلى مدينة فاس. عاد ابن بطوطة مرة أخرى إلى طنجة ولكنه بقي لفترة قصيرة، وفي عام 1324 وقبل عامين من زيارته الأولى للقاهرة، مر في غرب أفريقيا بأرض منسى موسى «ملك ملوك» بمملكة مالي، وهو في طريقه للحج، وقد أثار ضجة كبيرة لعرضه ثروات باهظة قام بجلبها من وطنه الغني بالذهب. على الرغم من أن ابن بطوطة لم يذكر هذه الزيارة على وجه التحديد، ولكنه عندما سمع هذه القصة ربما قد تكون نمت فكرة ما برأسه قرر بعدها أن يعبر الصحاري الأفريقية ويزور الدول الإسلامية البعيدة.

## من الصحراء إلى مالي وتمبكتو
في خريف عام 1351 غادر ابن بطوطة فاس متجها إلى بلدة «سجلماسة» في الطرف الشمالي من الصحراء «المغرب» حاليا وهناك قام بشراء عدد من الجمال وبقي في البلدة لمدة أربعة أشهر. ثم انطلق مجددًا مع قافلة في فبراير عام 1352 وبعد 25 يومًا وصلوا إلى قاع بحيرة الملح الجافة في «تاغازا» الغنية بمناجم الملح وكانت كل البنايات المحلية مصنوعة من ألواح الملح التي قام بصنعها خدم قبيلة «ماسوفا» الذين كانوا يقومون بتكسير الملح إلى ألواح سميكة ليتم نقلها عن طريق الجمال، و«تاغازا» كانت تعتبر مركزًا اقتصاديا يمتاز بالذهب المالي وبالرغم من هذا لم يقدم ابن بطوطة إنطباعا إيجابيا عن المكان مشيراً أنه كان مزعجاً لكثرة الذباب ومياهه شديدة الملوحة. انطلقت القافلة إلى واحة «تاساراهلا» أو « بئر الكاسب» بعد مكوثها لمدة عشرة أيام في «تاغازا»، وبقيت هناك لثلاثة أيام تحضيرًا للمحطة الأخيرة والأكثر صعوبة في الرحلة عبر الصحراء الشاسعة، وكانت القافلة قد أرسلت مُسبقا كشافًا من قبيلة ماسوفا إلى واحة بلدة «ولاته»، حيث قام هذا الكشاف بترتيب نقل الماء لمسافة أربعة أيام حيث ستلتقي بالقافلة العطشى «ولاته» فكانت آخر محطة جنوبية لطريق التجارة عبر الصحراء كما أنها قد أصبحت مؤخرا جزءًا من إمبراطورية مالي، وإجمالاً استغرقت القافلة شهرين لعبور مسافة 1600 كم (900 ميل) في الصحراء من «سجلماسة».

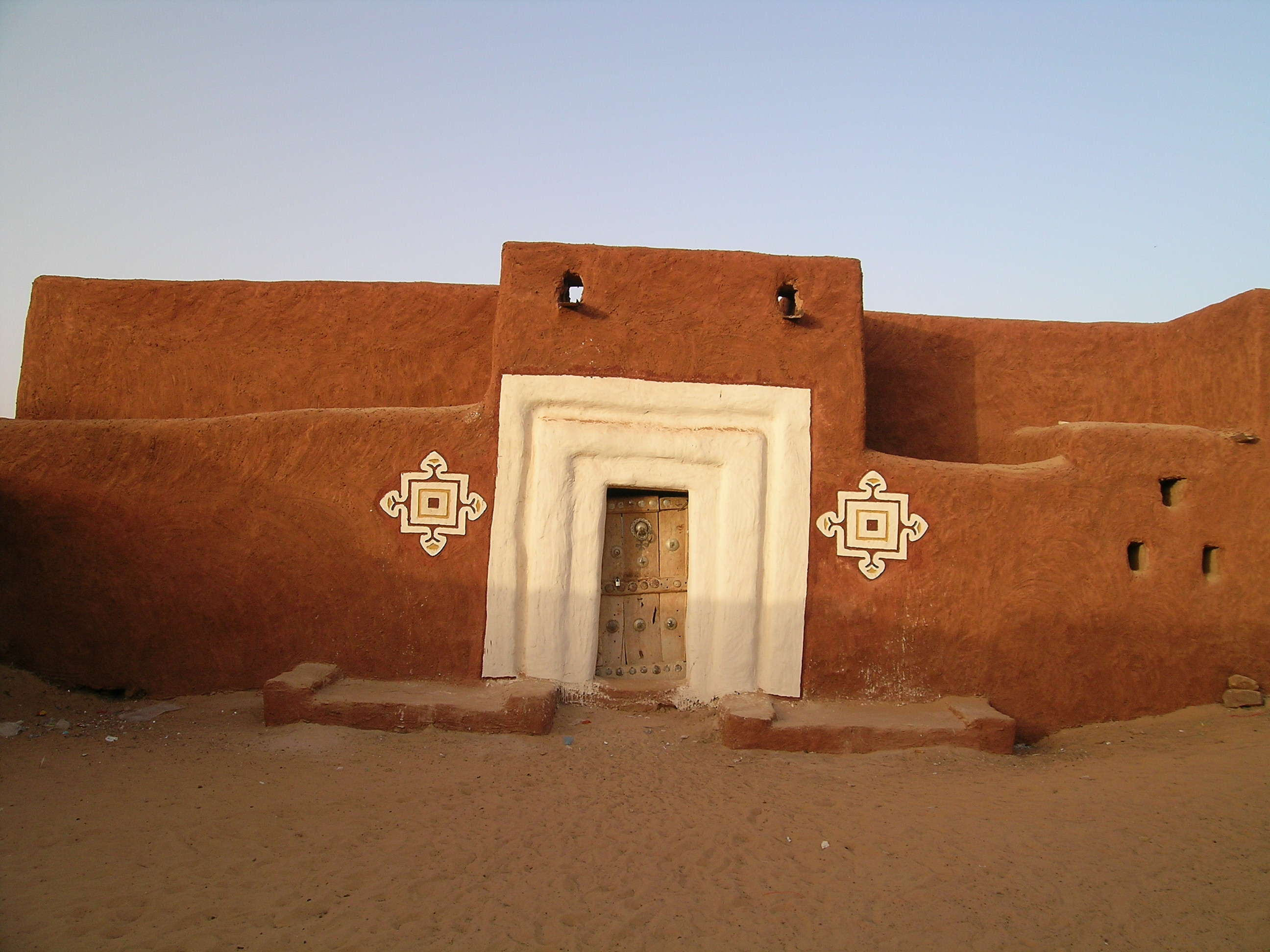
بقي ابن بطوطة لخمسين يوما في ولاته التي كانت واحة هامة في التجارة عبر الصحراء.

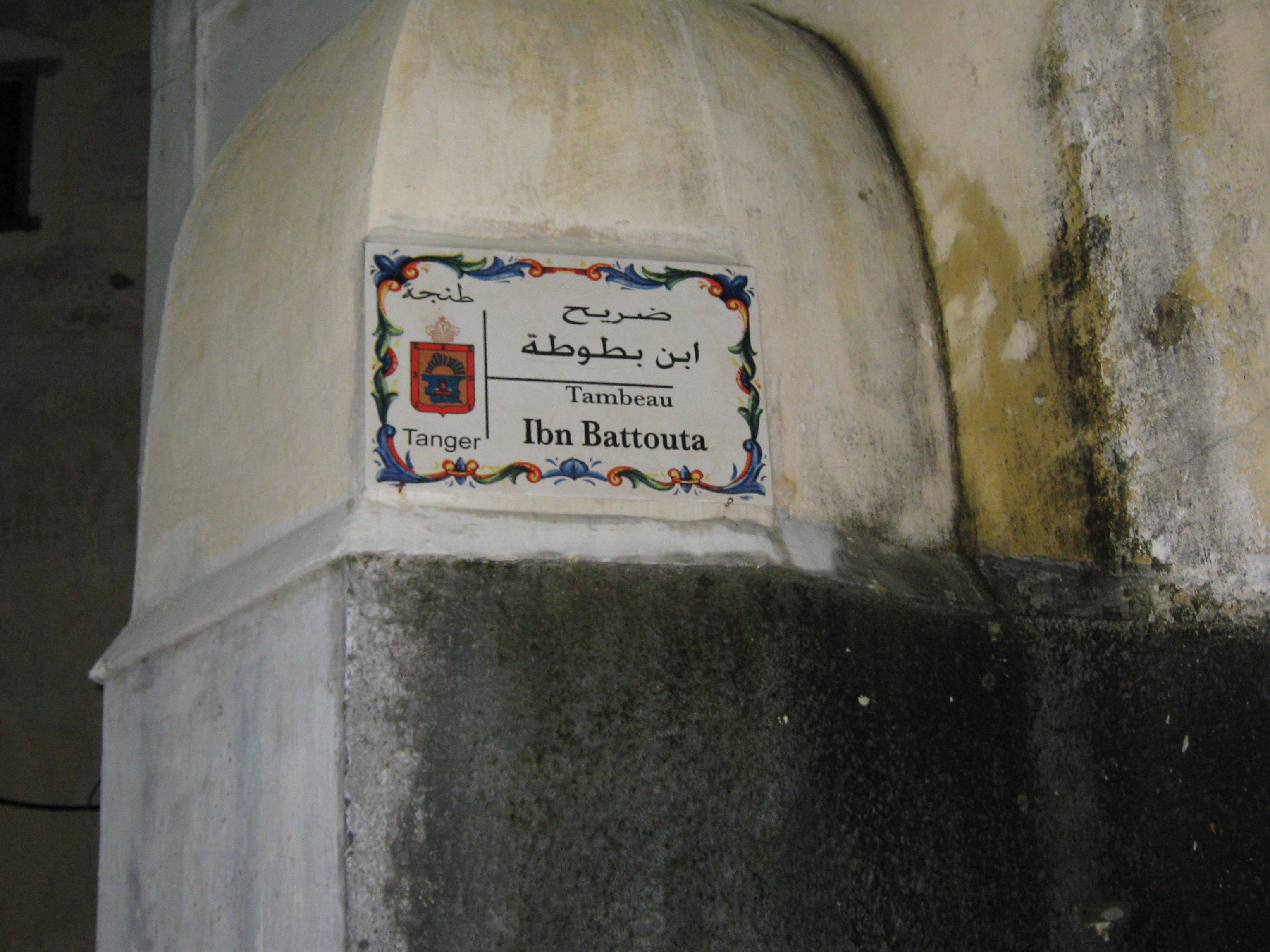
منزل في مدينة طنجة، والمحتمل أنه يحتوي على ضريح ابن بطوطة.

ومن هناك سافر ابن بطوطة متجهًا نحو الجنوب الغربي بمحاذاة نهر كان يعتقد أنه النيل (في الواقع كان نهر النيجر) حتى وصل إلى عاصمة إمبراطورية مالي، وهناك التقى بمانسا سليمان الملك الذي كان يحكم منذ 1341 وعلى الرغم من ارتيابه من شح ضيافة هذا الملك إلا أنه بقي هناك لمدة ثمانية أشهر، استهجن ابن بطوطة حقيقة أن الإماء والجواري وحتى بنات السلطان كانوا يتجولون وهن عاريات تماما. غادر العاصمة في فبراير بصحبة تاجر مالي من السكان المحليين حيث سافروا على الجمال عبر البر متجهين إلى تمبكتو وفي ذلك الوقت كانت هذه المدينة غير مهمة نسبيا على الرغم أنه بعد ذلك الوقت بقرنين أصبحت أهم مدينة في تلك المنطقة، وخلال هذه الرحلة كانت المرة الأولى التي يصادف فيها ابن بطوطة فرس النهر وكانت تلك الحيوانات تخشى أصحاب المراكب المحليين الذين يطاردونها بالرماح الموصولة بحبال قوية بعد إقامة قصيرة في تمبكتو غادر ابن بطوطة إلى أدنى النيجر نحو (غاو) عبر زورق صغير نُحِت من شجرة واحدة في ذلك الوقت كانت غاو مركزًا اقتصاديا هامًا. وبعد قضاء شهر في غاو انطلق ابن بطوطة مع قافلة كبيرة متجهًا نحو واحة (تاكيدا) وفي أثناء رحلته عبر الصحراء استلم ابن بطوطة رسالة من سلطان المغرب يأمره فيها بالرجوع للبلاد، وفي عام 1353 انطلق ابن بطوطة نحو سجلماسة مع قافلة كبيرة كانت تحمل 600 من الجواري السود وعاد مجددا للمغرب في بدايات عام 1345. بعد عودته من سفره في عام 1354 وبدعم من سلطان المغرب أبو عنان فارس، ابن بطوطة أملى كتابه في رحلاته على ابن الجزي وهو العالم الذي التقى به في غرناطة وكان المصدر الوحيد لرحلات ابن بطوطة هي المخطوطة (تحفة النظار في غرائب الأمصار وعجائب الأسفار). وكان يطلق عليها (الرحلة). هنا لا يوجد لدينا أي دليل على أن ابن بطوطة دون أي ملاحظات خلال ال29 سنه من أسفاره وعندما قام بتدوينها اعتمد على ذاكرته ومخطوطات من كانوا قبله في الأسفار وعند وصفه لدمشق ومكة المكرمة والمدينة المنورة وأماكن أخرى من الشرق الأوسط، فإن ابن الجزي نسخ مقتطفات من القرن الثاني عشر معتمده على ابن جابير، وبالمثل تم نسخ معظم وصف ابن الجزي لأماكن كفلسطين من مخطوطات القرن الثالث عشر للمسافر محمد الأبدري. لا يعتقد المستشرقون الغربيون بأن ابن بطوطة زار جميع الأماكن التي وصفها ويقولون من أجل توفير وصفٍ شامل في العالم الإسلامي، فقد اعتمد على الإشاعات واستفاد من حسابات المسافرين القدماء، على سبيل المثال يعتبر من المستبعد أن ابن بطوطة قام برحلة حتى نهر الفولغا من ساراي الجديدة لزيارة بولقار  وهناك شكوك جدية حول عدد من الرحلات الأخرى مثل رحلته إلى صنعاء في اليمن ورحلته من بلخ إلى بيستام في خاراسان  ورحلته حول الأناضول وبعض المستشرقين أيضاً شككوا في ما إذا كان حقاً قد زار الصين  ومع ذلك في حين أنها أماكن خيالية الـ «رحله» زودتنا بحساب مهم عن بلدان العالم في القرن 14. ابن بطوطة شهد غالباً صدمة ثقافية في المناطق التي زارها حيث العادات والتقاليد الحالية للشعوب لم تتناسب مع خلفيته كمسلم محافظ، فمثلا عندما شاهد الأتراك والمنغوليين ذهل في طريقة تصرف النساء، ولاحظ ذلك عند رؤيته لزوجين من الأتراك مشيراً إلى حرية المرأة في التعبير حيث كان يتوقع بأن الرجل خادم للمرأة ولكنه كان في الواقع زوجها وشعر أيضاً بأن اللباس المتعارف عليه في المالديف وبعض مناطق جنوب الصحراء الكبرى في أفريقيا كاشف جداً. لم يُعرف إلا القليل عن ابن بطوطة بعد انتهائه من كتابة «رحلة» في عام 1355. وقد  عُيَّن قاضياً في المغرب وتوفي فيها عام 1368 أو 1369.
ظل كتابه غامضاً لعدة قرون حتى في العالم الإسلامي، حتى مطلع القرن التاسع عشر حيث نشرت مقتطفات منه بالألمانية والإنجليزية استناداً إلى مخطوطات اكتشفت في الشرق الأوسط تحتوي على نسخة مختصرة من النص العربي لابن الجوزي وخلال فترة الاحتلال الفرنسي للجزائر تم اكتشاف 5 مخطوطات في قسطنطين في الفترة ما بين عامي 1830 و1840 حيث احتوت مخطوطتين منها على نسخة كاملة من النص وأُحضرت هذه المخطوطات إلى المكتبة الوطنية الفرنسية في باريس حيث تمّت دراستها على يد عالمين فرنسيين هما تشارلز ديفريمري وبينيامينو سانقوينيتي، وفي عام 1853 نشرا سلسلة من 5 مجلدات تحوي النص العربي مع ملاحظات شاملة وترجمة إلى اللغة الفرنسية وتجدر الإشارة إلى أن النص الذي نشره ديفريمري وسانقوينيتي ترجم إلى عدة لغات ولمعت معه شهرة ابن بطوطة حول العالم.

## ميراث

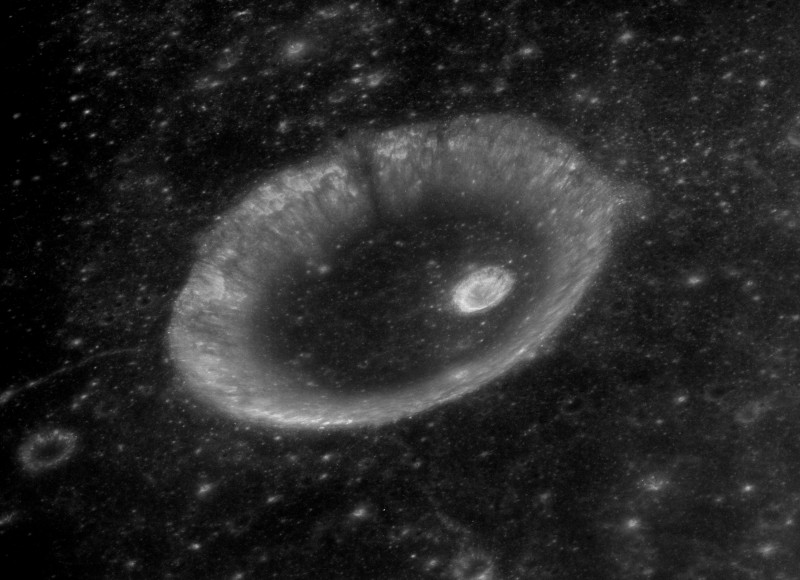
فوهة أبن بطوطة القََمرية، اخذت الصورة من الرحلة أبولو 16.

يقول ابن بطوطة في كتابه تحفة النظار في غرائب الأمصار وعجائب الأسفار متحدثا عن نفسه:

شركة قوقل تحتفل بميلاد ابن بطوطة على صفحتها الرئيسية

## كتابه تحفة النظار
تُحفة النُّظار في غرائب الأمصار وعجائب الأسفار المعروف أيضاً باسم رحلة ابن بطوطة هو كتاب يصف رحلة ابن بطوطة، ويتحدث عن أهلها وحكامها وعلمها، ويصف الألبسة بألوانها وأشكالها وحيويتها ودلالتها، ولا ينسى الأطعمة وأنواعها وطريقة صناعتها، بعد أن أمضى 30 عاما في الرحلات بين بلدان العالم. أمر السلطان أبو عنان فارس المريني بتدوين هذه الرحلة واختار لذلك فقيها أندلسيا التحق ببلاط بني مرين وهو ابن جزي الكلبي، وكان إملاؤها بمدينة فاس سنة 756 هـ.
تُرجم هذا الكتاب إلى عدة لغات مثل: البرتغالية، الفرنسية، الإنجليزية، وتُرجمت فصول منه إلى الألمانية.

## الأماكن التي زارها ابن بطوطة

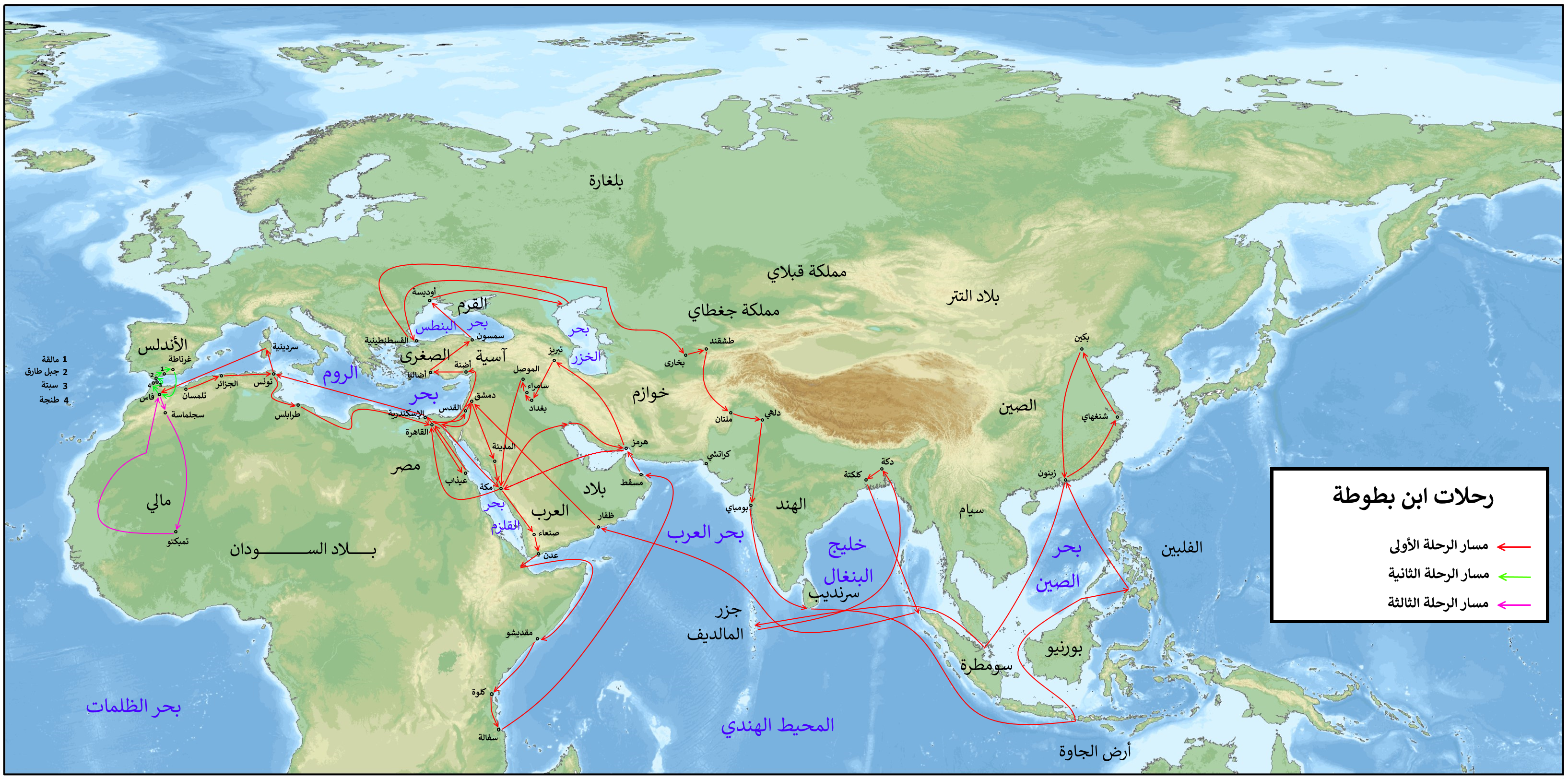
مسار رحلات ابن بطوطة الثلاثة

سافر ابن بطوطة خلال فترة حياته أكثر من 73000 ميلاً (قرابة الـ120 ألف كيلومتر)، وزار ما يُعادل 44 دولةً حديثة، وهنا قائمة بالدول التي زارها.

### أفريقيا
| الدولة    | المدن                                                     |
| --------- | --------------------------------------------------------- |
| المغرب    | طنجة، شفشاون، فاس                                         |
| موريتانيا | ولاته                                                     |
| الجزائر   | تلمسان، مليانة، بجاية                                     |
| تونس      | تونس، صفاقس، سوسة، قابس                                   |
| ليبيا     | طرابلس، برقة                                              |
| مصر       | الإسكندرية، دمنهور، دمياط، سمنود، القاهرة، صعيد مصر ومدنه |
| الصومال   | زيلع، مقديشو                                              |

### أوروباالجنوبية
| الدولة   | المدن                 |
| -------- | --------------------- |
| إسبانيا  | غرناطة، مالقة، المرية |
| جبل طارق | جبل طارق              |

### بلاد الشام
| الدولة | المدن               |
| ------ | ------------------- |
| سوريا  | دمشق، اللاذقية، حمص |
| فلسطين | القدس، بيت لحم، غزة |
| الأردن | عجلون، الكرك        |
| لبنان  | بيروت               |

### الجزيرة العربية
| الدولة   | المدن                                     |
| -------- | ----------------------------------------- |
| السعودية | جدة، مكة، المدينة المنورة، رابغ، حلي، بدر |
| عُمان     | ولاية نزوى، ظفار                          |
| العراق   | بغداد، الموصل                             |
| اليمن    | زبيد، تعز                                 |

### آسيا الوسطىوجنوب آسيا
| الدولة                             | المدن                             |
| ---------------------------------- | --------------------------------- |
| أوزبكستان . كازاخستان . تركمانستان | خوارزم سمرقند                     |
| إيران                              | خراسان                            |
| أفغانستان                          | كابول                             |
| باكستان                            | البنجاب (باكستان)                 |
| الهند                              | دلهي                              |
| إندونيسيا                          | سومطرة                            |
| دول أخرى                           | ميانمار · جزر المالديف · سريلانكا |

### مسار رحلة 1325–1332
خط سير رحلة ابن بطوطة بين عامي 1325 و1332 (بلاد المغرب، العراق، بلاد فارس، شبه الجزيرة العربية، الصومال والساحل الشرقي لإفريقيا).

## وصلات خارجية
- ابن بطوطة على موقع الموسوعة البريطانية (الإنجليزية)
- سيرة ابن بطوطة.
- صورة الآخر في رحلة ابن بطوطة.